# Berndt-Otto Rehbinder
Berndt-Otto Rehbinder, né le 1er mai 1918 à Karlskrona et mort le 12 décembre 1974 à Norrbotten, est un escrimeur suédois. Il utilisait l'épée.
Il a remporté l'argent par équipes aux Jeux de 1952 à Helsinki, ainsi qu'une médaille d'argent et trois de bronze aux championnats du monde d'escrime, toujours par équipe.
Il a laissé son nom au Prix Rehbinder, compétition annuelle se déroulant à Stockholm pour le compte de la coupe du monde d'escrime féminine.

## Palmarès
- Jeux olympiques
  -  Médaille d'argent par équipes aux Jeux de 1952 à Helsinki

- Championnats du monde d'escrime
  -  Médaille d'argent par équipes aux championnats du monde d'escrime 1954 à Luxembourg
  -  Médaille de bronze par équipes aux championnats du monde d'escrime 1961 à Turin
  -  Médaille de bronze par équipes aux championnats du monde d'escrime 1951 à Stockholm
  -  Médaille de bronze par équipes aux championnats du monde d'escrime 1950 à Monte-Carlo